# Bos (geslacht)
Bos is een geslacht van evenhoevige zoogdieren, en het typegeslacht van de familie van de holhoornigen (Bovidae). Het gedomesticeerde huisrund is de meest algemene vertegenwoordiger. Daarnaast bevat het geslacht ook andere verwante runderen, zoals de banteng, de jak, de gaur en de kouprey, die allen in Azië voorkomen. Alle soorten zijn grazers en hebben grote tanden om het plantmateriaal dat ze binnenkrijgen af te breken. Het zijn bovendien herkauwers: ze hebben een vierdelige maag waarin ze plantmateriaal kunnen verteren.

## Verspreiding
Dit geslacht ontstond in Azië, van waaruit het zich uitbreidde naar de Oude Wereld, waar het aan het einde van de laatste ijstijd een groot deel van West-Europa tot Oost-Azië, de arctische toendra's tot Noord-Afrika en India bewoonde. Door vergaande bio-industrie zijn er wereldwijd honderden miljoenen gedomesticeerde runderen in leven, waardoor ze tot de meest talrijke zoogdieren behoren.

## Soorten en gedomesticeerde ondersoorten
Er komen tien verschillende soorten runderen voor:
- De Bos bison (Amerikaanse bizon) komt voor in Noord-Amerika
- De Bos bonasus (Wisent) komt voor in Europa
- De Bos frontalis (Gayal) is de domestische vorm van de gaur
- De Bos gaurus (Gaur) is een Aziatische rundersoort; hij komt voor in de bossen van India en Zuidoost-Azië
- De Bos grunniens (Jak) komt voor in Centraal-Azië, en is gedomesticeerd
- De Bos javanicus (Banteng) is een wild rund uit de bossen van Zuidoost-Azië; het Balirund is een gedomesticeerde vorm van deze soort; verwilderde Balirunderen leven in Australië
- De Bos mutus (Wilde jak) komt voor in het Tibetaans Hoogland
- De Bos primigenius (Oeros), een uitgestorven rund uit Europa en Noord-Azië
- De Bos sauveli (Kouprey), een rund uit Zuidoost-Azië
- De Bos taurus (Rund) is een afstammeling van de oeros, en komt in grote delen van de wereld voor als landbouwhuisdier
  - De Bos taurus indicus (Zeboe) is een rund dat in het Indische subcontinent en Afrika werd gedomesticeerd

### Oeros
Bos primigenius, de oeros, was de directe voorouder van de huidige huisrunderen. Dit 3 meter lange dier werd door de toen levende mensachtigen, ongeveer 6000 jaar geleden, als vee gehouden. Er werd echter al veel langer jacht gemaakt op de oeros, totdat het dier door overbejaging uiteindelijk in 1627 in Polen uitstierf. In Lascaux, Midden-Frankrijk bevinden zich beroemde rotsschilderingen, waarop de oeros meermaals staat afgebeeld.
Resten van dit dier werden gevonden in Europa (Groot-Brittannië en Polen), India en Noord-Afrika.